# Klampenborg
För ön utanför Sundsvall med samma namn, se Klampenborg (ö).

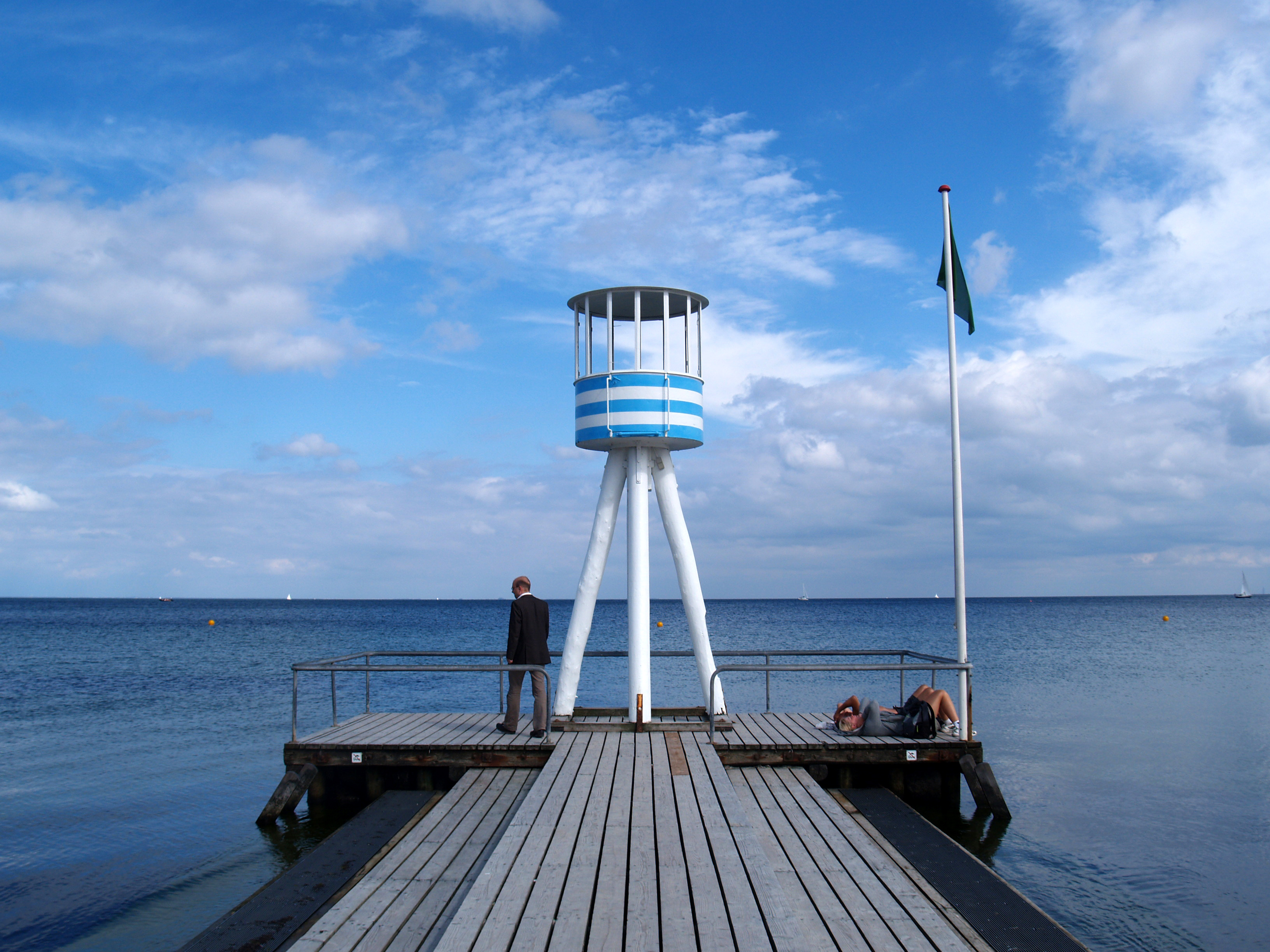
Bellevue strand i Klampenborg med Arne Jacobsens badvaktstorn från 1934.

Klampenborg, område i Gentofte kommun norr om Köpenhamn, med stationen Klampenborg station på Kystbanen samt ändstation för S-tågen från Köpenhamn. 
Området, som ligger vid Öresund intill Dyrehaven, Dyrehavsbakken och stranden Bellevue, är känt för sitt inslag av tidig modernistisk arkitektur av arkitekten Arne Jacobsen. Det finns en galoppbana i Klampenborg vid Ordrup Mose, kallad Klampenborg Galopbane. Den invigdes 1910 och hette ursprungligen Klampenborg Væddeløbsbane.

## Galleri

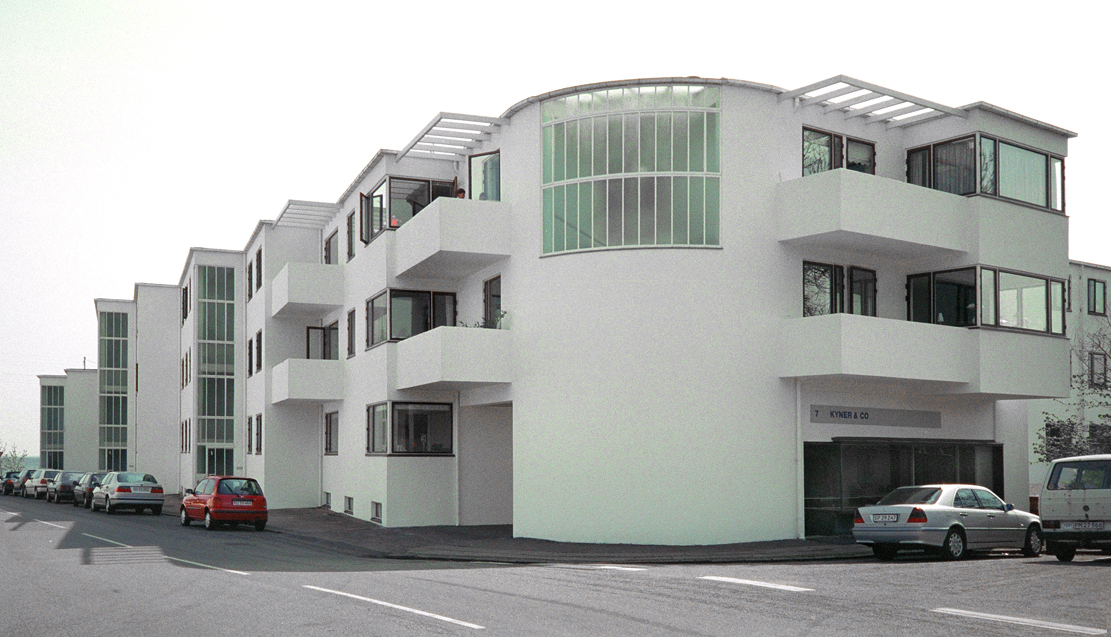
Bellavista, norra fasaden, arkitekt Arne Jacobsen.
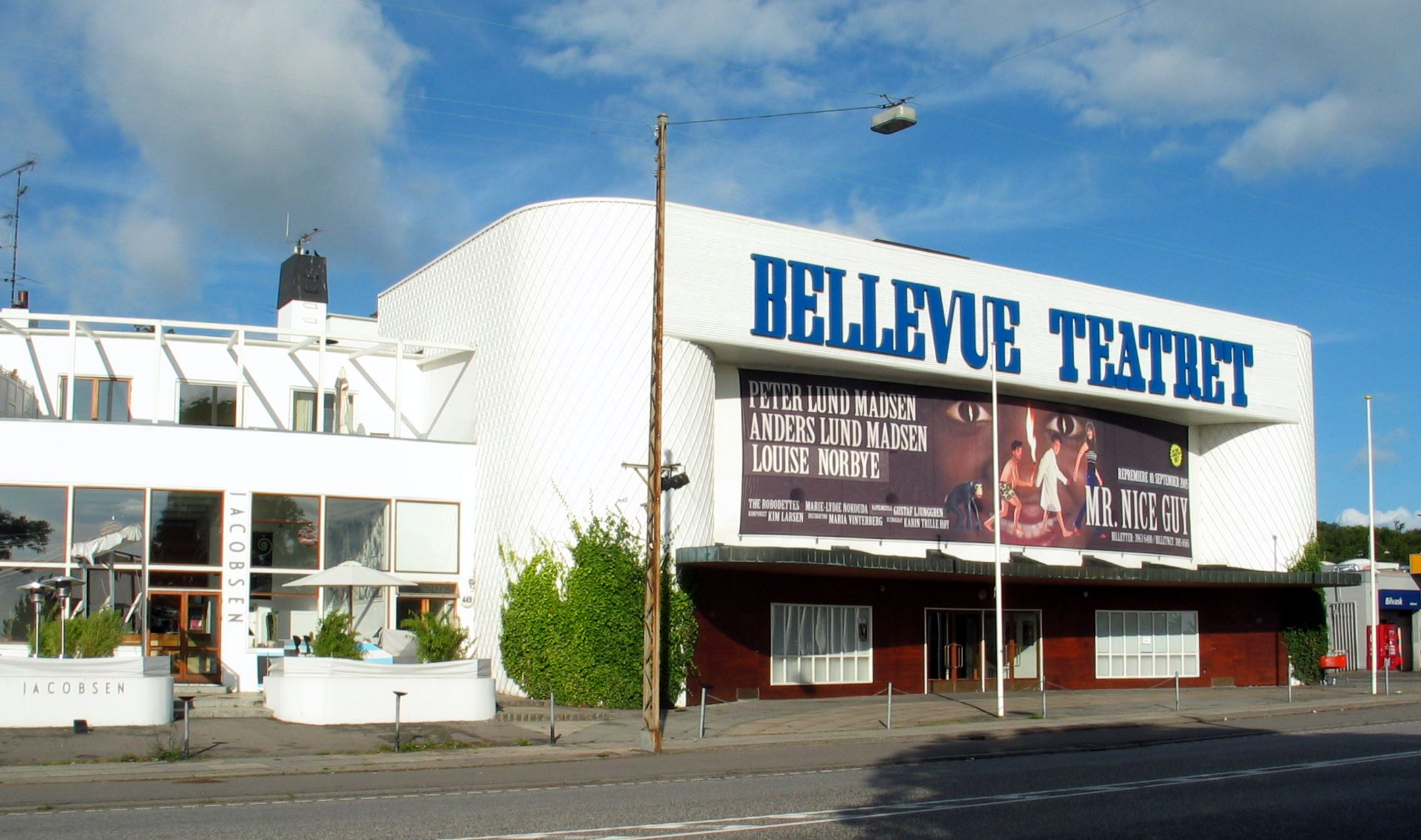
Bellevue Teatret, arkitekt Arne Jacobsen.
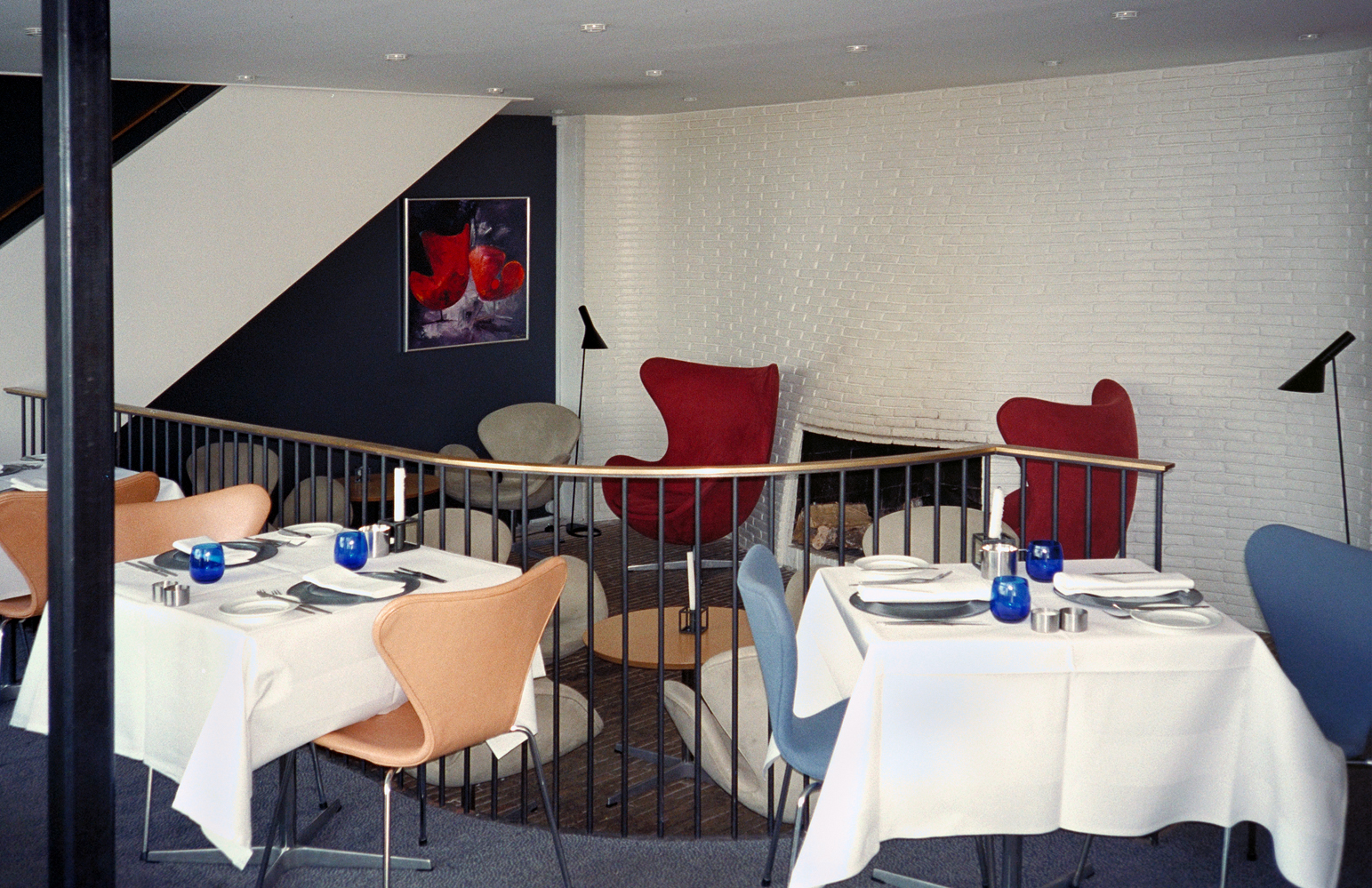
Restaurang Jacobsen i samma byggnad som Bellevue Teatret.